# Asira asz-Szamalijja
Asira sz-Szamalijja (arab. ‏عصيرة الشماليّة‎) – palestyńskie miasto położone w muhafazie Nablus, w Autonomii Palestyńskiej. Według danych szacunkowych Palestyńskiego Centralnego Biura Statystycznego w 2016 roku miejscowość liczyła 9169 mieszkańców